# Мино (рэпер)
Сон Мин Хо (кор. 송민호; родился 30 марта 1993), более известный под сценическим именем Мино, является южнокорейским рэпером, автором песен, продюсером и участником мужской группы Winner под крылом YG Entertainment.
Он появился в телесериале The Strongest K-POP Survival, участвовал в шоу на выживание WIN: Who Is Next, победив в котором стал участником WINNER и принял участие в хип-хоп шоу на выживание Show Me the Money 4, где он с большим успехом получил второе место.
В 2019 году Мино официально дебютировал как глобальная модель, став первым к-поп артистом, который прошёлся по подиуму на зарубежной неделе моды, а также официально дебютировал и как художник.

## Биография

### Ранняя жизнь и карьера
Сон Мин Хо (также Сон Мино) родился в Йонъин, провинции Кёнгидо. У него есть младшая сестра по имени Дана. Его сестра также дебютировала в качестве рэпера в айдол-группе NEW F.O, но группа распалась. Он окончил школу искусств Hanlim Multi Art School в 2011 году.
До дебюта в качестве айдола, Мино начинал карьеру как андеграунд-рэпер, под псевдонимом Hugeboy Мino, выступая и сотрудничая с другими рэперами, ставшими айдолами, а именно Zico, Kyung и P.O из Block B, Hanhae из Phantom, Taewoon из SPEED и SIMS из M.I.B.

### 2011-13: актерский дебют
Мино дебютировал в 2011 году в качестве репера в группе BoM, под крылом компании Y2Y. Был известен и активен под псевдонимом Тэгун. Однако, два года спустя группа распалась. Будучи частью группы, Мино сделал свой первый актерский дебют в марте 2012 года в сериале The Strongest K-POP Survival, который транслировался на канале А, где привлек внимание необычным рэпом и хорошими танцевальными данными.

### 2013-14: дебют WINNER и сольные выступления
В 2013 году Мино прошёл кастинг в YG Entertainment. В том же году он появился в составе группы трейни "Team А" в программе на выживание WIN: Who Is Next от Mnet. Изначально, он был лидером, но из-за травмы, полученной во время участия в шоу, он был заменен Кан Сынюном. 25 октября 2013 года в финальном эпизоде передачи, было объявлено, что команда выиграла конкурс и будет дебютировать в качестве группы WINNER. WINNER выпустили свой дебютный альбом 2014 S/S 12 августа, и впервые выступили на музыкальном шоу Inkigayo 17 августа 2014 года.
В октябре 2014 года, Мино принял участие в записи альбома Epik High, в песне "Born Hater" вместе с Beenzino, Verbal Jint, B.I., и Бобби. В декабре 2014 года он вёл SBS Gayo Daejeon наряду с Никкхуном из 2PM, Ёнхва из CNBLUE, L из Infinite и Баро из B1A4.

### 2015: Show Me The Money
В апреле 2015 года, Мино появился в хип-хоп шоу на выживание от канала Мnet, Show Me The Money 4. Из-за предвзятого отношения со стороны других участников шоу и некоторых судей, а также непрофессионализма в монтаже передачи, Мино постоянно получал целую волну хэйта и происходили недопонимания. Он был участником команды наставников Зико и Paloalto, и в итоге занял второе место. В рамках программы, он выпустил несколько сольных и совместных синглов: "Fear", "Turtle Ship", "Moneyflow", "Okey Dokey", а также "Victim + Cheers". Сингл "Fear" взобрался на первые места в 8 основных чартах сразу же после выхода и стал одним из самых продаваемых синглов года, искренняя лирика текста песни смогла очистить его имя после скандала с неудачным монтажом программы. Трек "Fear" стал одним из самых коммерчески успешных за всё существование шоу и по праву признан критиками лучшей песней за все сезоны программы.

### 2016—2017: MOBB & Новое Путешествие На Запад
В сентябре 2016 года Мино выпустил сольный сингл "Body" и клип на данный трек в рамках проекта MOBB. Так, 9 сентября дуэт выпустил альбом The Mobb с 4 треками и клипами, два из которых, "Full House" и "Hit Me", являются совместными, а также два сольных сингла.
В январе 2017 Мино присоединился к шоу "Новое Путешествие На Запад" от канала tvN , и стал постоянным участником В течение 3 и 4 сезонов шоу Мино очень полюбился зрителям, а также получил забавные имена Сон Мочжири (Сон Лошок) и Сон Карак (Сон Палец).
4 апреля состоялся долгожданный камбэк группы WINNER с сингл-альбомом FATE NUMBER FOR, с двумя заглавными треками "REALLY REALLY" и "FOOL", на которые вышли клипы. "REALLY REALLY" стала самой продаваемой песней мужской группы за 2017 год, побив множество рекордов.
4 августа вышел сингл-альбом OUR TWENTY FOR с заглавными песнями "LOVE ME LOVE ME" и "ISLAND", и клипами на них.

### 2018: полноформатный альбом EVERYD4Y, выставка Burning Planet и соло-дебют с полноформатным альбомом ХХ, сингл WINNER - MILLIONS
В феврале вышел японский альбом группы с новыми треками - "HAVE A GOOD DAY", "RAINING"
4 апреля состоялся релиз 2го полноформатного альбома WINNER - "EVERYD4Y" с заглавным треком "EVERYDAY", который возглавил все чарты Кореи. Мино принял участие в написании 11 из 12 треков альбома, выступив главным продюсером треков "HELLO", "HAVE A GOOD DAY" и сольного трека "TURN OFF THE LIGHT".
В начале октября он открыл выставку Burning Planet в сотрудничестве с Gentle Monster. Выставку посетили многие знаменитости, такие как актёр Ли Донхви, P.O из Block B, Li Yi Feng и многие другие. Выставка проходила около месяца. Кроме того, Hypebeast похвалил выставку за глубокие и символические формы, такие как «горение» в жизни, затрагивая аспекты, когда общество работает буквально загоняя себя до смерти.
Мино всё также снимался в шоу "Новое Путешествие На Запад", в 2018 вышли 5 и 6 сезоны программы.
26 ноября Мино дебютировал как соло артист с полноформатным альбомом ХХ, с заглавной песней «Fiancé», на которую был снят клип. В альбоме 12 песен разного стиля, которые стали не менее популярными, чем заглавный трек, и находились в топе чартов по несколько недель. Две песни в альбоме, "시발점" ("Trigger") и "이이지" ("hope"), были оценены 19+. Мино описал заглавный трек как слияние трота (сэмпл был заимствован из корейской трот-песни "소양강 처녀" ("soyanggang Maiden") 1969 года и хип-хопа, что даёт неповторимое звучание для данной композиции и делает её особенной для мира к-поп и хип-хопа. После релиза песня заняла первое место в шести различных чартах, включая Melon, Genie и Mnet. Первое выступлением было на музыкальном шоу MBC! Music Core 1 декабря.
Достижения Мино с альбомом ХХ:
• Он возглавил iTunes 18 стран;
• 'Fiancé' преодолела порог в 150 000 лайков на MelОn спустя чуть меньше, чем за три месяца после релиза;
• На MelОn песню прослушали 938 266 млн.уникальных слушателей, это четвёртый лучший результат среди мужских групп и сольных исполнителей;
• Мино с ‘Fiancé’ занял 1 место в ежемесячном чарте на MelОn за декабрь 2018 года;
• 'Fiancé' достигла отметки в 1,5 млн. уникальных слушателей на платформе Genie, что делает Мино третьим мужским соло-артистом, достигшим такого результата среди айдолов;
• Спустя сутки после премьеры клип на 'Fiancé' набрал 2,7 млн просмотров и 265 тыс. лайков;
• Музыкальный клип 'Fiancé' набрал 10 млн. просмотров за четыре дня с релиза ;
• 6 декабря 2018 Мино взял свою первую победу на "M Countdown" ;
• 8 декабря 2018 получил вторую награду с треком 'Fiancé' на музыкальном шоу MBC "Show! Music Core!";
• 9 декабря 2018 в копилке уже третья награда "Inkigayo";
• 12 декабря 2018 четвёртая победа на MBC Show! Music Core!;
• 15 декабря 2018 Мино взял свою 5-ю награду с треком 'Fiancé' на музыкальном шоу "Show! Music Core!";
• 19 декабря 2018 Мино взял свою 6-ю награду с треком 'Fiancé' на музыкальном шоу "Show Champion";
• На 33-й премии Golden Disc Awards 2018 Мино получил бонсан в категории "Лучший хип-хоп артист";
• Трек 'Fiancé' был номинирован в категории "Песня года" на MAMA 2019.
• Мино с ‘Fiancé’ стал одним из четырёх айдолов-соло исполнителей в целом и вторым мужским айдолом соло-исполнителем, возглавившим цифровой чарт Gaon за определённый месяц, начиная с 2017 года. После Мино это не удавалось ни одному айдолу-соло исполнителю за весь 2019 год.
19 декабря вышел сингл группы WINNER с названием "MILLIONS". Песня взошла на первые места сразу в нескольких чартах и стала популярной в период Рождества. Песня стала второй наиболее успешной песней мужской айдол группы за 2019 год, несмотря на то, что это песня 2018 года, с которой группа никак не продвигалась на музыкальных и развлекательных шоу. По состоянию на 26 июля 2019 года "MILLIONS" являлась песней WINNER с наивысшим цифровым индексом в чарте Gaon.
2019: EVERYWHERE TOUR IN NORTH AMERICA, возвращение WINNER c мини-альбомами WE и CROSS, CROSS TOUR, дебют как модели и художника
С 15 января WINNER провели тур по Северной Америке, где они посетили несколько городов США и Канады. Помимо песен группы, Мино выступал со своими треками из соло-альбома ХХ.
15 мая группа Winner выпустила долгожданный 2ой мини-альбом "WE" с заглавным треком "AH YEAH". Песня возглавила все основные чарты страны, би-сайд трек "MOLA" также получил много внимания публики, занимал высокие позиции в чартах, на песню также вышла танцевальная практика и были выступления на музыкальных шоу. Мино принял участие в написании всех 6 треков альбома, выступив главным продюсером трека "ZOO".
20 июня 2019 года Мино официально дебютировал как глобальная модель, пройдясь по подиуму на показе Louis Vuitton SS20. Он стал первым к-поп артистом, кто прошёлся по подиуму на зарубежной неделе моды. Мино был лично выбран для показа дизайнером мужской линейки одежды Louis Vuitton, Вирджилом Абло.
14 августа вышел дебютный альбом его коллеги, участника WINNER, Ким Джину - "JINU's HEYDAY". Мино принял участие в записи заглавного трека "또또또" ("Call Anytime") и появился в клипе на песню.
23 октября состоялся релиз 3го мини-альбома "CROSS" с заглавной песней "SOSO". Мино принял участие в написании 4 из 6 треков альбома, выступив главным продюсером трека "DON'T BE SHY". WINNER провели CROSS TOUR по странам Азии, который начался 26 октября в Сеуле, всего в рамках которого было проведено 11 концертов в 8 городах, и завершился тур онлайн-концертом через Naver V LIVE 14 февраля 2020 года.
17 декабря 2019 года официально дебютировал как художник. с 17 по 25 декабря проходила выставка SEEA (Special Exhibition for Emerging Artists), выставка работ начинающих художников, где выставлялись и работы Мино, которые были проданы в первый же день выставки. Ранее Мино также увлекался искусством и живописью, но лишь в качестве хобби.
В рейтинге репутации бренда среди айдолов-парней за 2019 год Мино вошёл в топ-20.
Результаты Мино в чарте Gaon за 2019 год (песня вышла в ноябре 2018 года):
• в цифровом чарте среди мужских айдолов соло-исполнителей Мино с песней "FIANCE" занимает 2 место в чарте, среди всех айдолов соло-исполнителей - 7 строчку;
• в чарте скачиваний среди мужских айдолов соло-исполнителей Мино с песней "FIANCE" занимает 1 место в чарте, среди всех айдолов соло-исполнителей - 4 строчку;
• в чарте прослушиваний среди мужских айдолов соло-исполнителей Мино с песней "FIANCE" занимает 2 место в чарте, среди всех айдолов соло-исполнителей - 5 строчку.
2020: завершение CROSS TOUR с рекордом, PLAC, 3ий полноформатный альбом REMEMBER
21го января вышли фото и рекламные ролики для коллекции ADIDAS - "MYSHELTER".
12 февраля вышел 5й юбилейный альбом в Японии「WINNER THE BEST "SONG 4 U"」.Альбом включает 31 песню, в него входит и японская версия 3го мини-альбома "CROSS". Бонус трек - песня "Song 4 U".
14 февраля WINNER завершили CROSS TOUR, проведя WINNER CROSS SPECIAL LIVE на Naver V LIVE. Рекордно большая аудитория из 964 646 человек смотрела прямую трансляцию и подарила 210 миллионов сердец, что объединило WINNER и поклонников по всему миру в одно целое.
Коллекция бренда PLAC SS20 ‘by YOU’, созданная в коллаборации с Мино и Сынюном (главный вокалист, лидер и макнэ WINNER), вышла в продажу 27 февраля. Сынюн и Мино выступили в качестве дизайнеров и моделей.
4 марта состоялся выход WINNER WELCOMING COLLECTION на Бали 2020.
26 марта состоится выход пред-релизного сингла "뜸" ("Hold")  и клипа на эту песню. В клипе снялась Сухён из дуэта AKMU (Akdong Musician). 9 апреля состоится релиз 3го полноформатного альбома "REMEMBER", который содержит 12 треков.

## Благотворительность
В сентябре 2018 года, сообщалось, что Сон Мино пожертвовал всю свою плату за его появление в Balenciaga х Dazed в сотрудничестве с UN WFP (Всемирная продовольственная программа), одним из крупных гуманистических организаций которая нацелена на мир без голода.

## Дискография
- ХХ (2018)
- TAKE (2020)

## Фильмография

### Дорама
| Год  | Сеть  | Название                           | Роль      | Примечания          |
| ---- | ----- | ---------------------------------- | --------- | ------------------- |
| 2012 | Канал | Сильнейший: К-Поп, Школа Выживания | Пак Кибом | Второстепенная роль |

### Развлекательные шоу
| Год  | Сеть       | Название                                   | Примечания                   |
| ---- | ---------- | ------------------------------------------ | ---------------------------- |
| 2013 | Канал Mnet | WIN: Who Is Next                           | Победитель (участник Team A) |
| 2015 | Канал Mnet | Show Me The Money 4                        | Участник, 2-е место          |
| 2016 | JTBC       | Племя хип-хоп                              | Продюсер                     |
| 2016 | SBS MTV    | Collaboration                              | Участник                     |
| 2017 | tvN        | Новое Путешествие На Запад 3               | Основной состав              |
| 2017 | tvN        | Новое Путешествие На Запад 4               | Основной состав              |
| 2017 | tvN        | Кухня Кана                                 | Основной состав              |
| 2018 | MBC        | За пределами одеяла опасно                 | Гость (Эпизод 6 & 7)         |
| 2018 | tvN        | Новое Путешествие На Запад 5 и 6           | Основной состав              |
| 2019 | tvN        | Новое Путешествие На Запад 7               | Основной состав              |
| 2019 | tvN        | Кухня Кана 2 и 3                           | Основной состав              |
| 2020 | V LIVE     | My Major is Hip-Hop                        | Ведущий, продюсер            |
| 2020 | tvN        | Friday Friday Night (Friday Joy Package)   | Основной состав              |
| 2020 | tvN        | Модники из Мапо                            | Основной состав              |
| 2020 | tvN        | Новое путешествие на запад 8               | Основной состав              |
| 2020 | Naver Now  | Радио Brrrr Friends                        | Ведущий                      |
| 2021 | TVING      | Новое путешествие на запад: Весенний спешл | Основной состав              |

### Ведущий
| Год  | Название        | Состав                                          | Сеть |
| ---- | --------------- | ----------------------------------------------- | ---- |
| 2014 | SBS Gayo Daejun | Совместно с Никкхун, ЕнХва, L, Баро & Сон ДжиХе | SBS  |

### Музыкальные клипы
| Год  | Название  |
| ---- | --------- |
| 2014 | "I'm him" |
| 2016 | "Body"    |
| 2018 | "Fiancé"  |
| 2020 | "Runaway" |

## Награды и номинации
| Год  | Награда                 | Категория                | Результат |
| ---- | ----------------------- | ------------------------ | --------- |
| 2015 | Melon Music Awards      | Hot Trend Award          | Номинация |
| 2016 | Gaon Chart Music Awards | Открытие года (хип-хоп)  | Победа    |
| 2017 | Seoul Music Awards      | Best Hiphop Award        | Победа    |
| 2018 | SORIBADA Music Awards   | New Hallyu Hiphop Artist | Победа    |
| 2019 | Golden Disc Awards      | Best Hip Hop Artist      | Победа    |